# سرنیو
سرنیو (به ایتالیایی: Sernio) یک کومونه در ایتالیا است که در استان سوندریو واقع شده‌است. سرنیو ۹٫۶ کیلومتر مربع مساحت و ۴۷۰ نفر جمعیت دارد و ۶۳۲ متر بالاتر از سطح دریا واقع شده‌است.